# Camponotus humeralis
Camponotus humeralis é uma espécie de inseto do gênero Camponotus, pertencente à família Formicidae.